# NGC 6560
NGC 6560 é uma galáxia espiral barrada (SBbc) localizada na direcção da constelação de Hercules. Possui uma declinação de +46° 52' 54" e uma ascensão recta de 18 horas, 05 minutos e 13,8 segundos.
A galáxia NGC 6560 foi descoberta em 22 de Outubro de 1886 por Lewis A. Swift.